# Apple Cinema Display
O Apple Cinema Display é uma linha de produtos de monitores tela plana widescreen criada pela Apple Inc.. A Apple inicialmente introduzida com a 22" Apple Cinema Display, em setembro de 1999, a par do Power Mac G4.
A Apple atualizou o Cinema Display em julho de 2000, através da execução de DVI, USB e 25 volts, possíveis através de um único ADC conector. Em março de 2002, a Apple substituiu o 22" com um modelo 23" com apoio integral de uma resolução de 1080 pixels, que foi redesignada para o "Cinema Display HD". Em junho de 2004, o Apple Cinema Display totalmente redesenhado, introduziu a sua linha um 30" Cinema Display HD com um emblemático modelo. Estes modelos mais tarde ganharam um desenho semelhante ao atual iMac Stand, e uma superfície que corresponde a dos Apple's Mac Pro e MacBook Pro computadores. Vêm em 20", 23" e 30" modelos.
Embora concebido para ser emparelhado com computadores Apple, o 20" e 23" modelos são totalmente compatíveis com quaisquer outros computadores pessoais, com saída DVI. Os 30" modelos requerem um computador equipado com um adequado card de vídeo apresentando dupla ligação DVI. (A 30" Cinema HD Display exige uma dupla conexão DVI-link)